# Línea Ci1 (Avanza Zaragoza)
La línea Circular 1 (Ci1), inicialmente llamada Circular interior 1 es una línea regular circular de Avanza Zaragoza, que conecta distintos barrios y lugares importantes como la estación Intermodal de Delicias, el Parque Metropolitano del Agua, el centro comercial GranCasa, o el intercambiador de transporte de la Plaza Emperador Carlos V en la ciudad de Zaragoza (España).
Tiene una frecuencia media de 8 minutos.

## Desvíos actuales (no incluidos en la tabla)
No hay desvíos actualmente.